# 雷格德
雷格德（威爾斯語發音：[ˈr̥ɛɡɛd]）是后罗马不列颠时期和中世纪早期亨奥格莱兹（“古北方”）的几个王国之一，位于现今英格兰北部和苏格兰南部的布立吞语言区。它在若干诗歌和诗人资料中有所记载，但这些资料均未描述其疆界。2012年起，位于苏格兰加洛韦的一处遗址取得考古进展，发掘者进而认为该地是雷格德的王室中心。雷格德可能扩展至兰开夏和英格兰北部的其他地区。一些资料显示，雷格德与乌里恩国王及其家族有关。其居民讲坎伯兰语，这是一种与古威尔士语密切相关的布立吞方言。